# Tituly a vyznamenání Mathilde Belgické

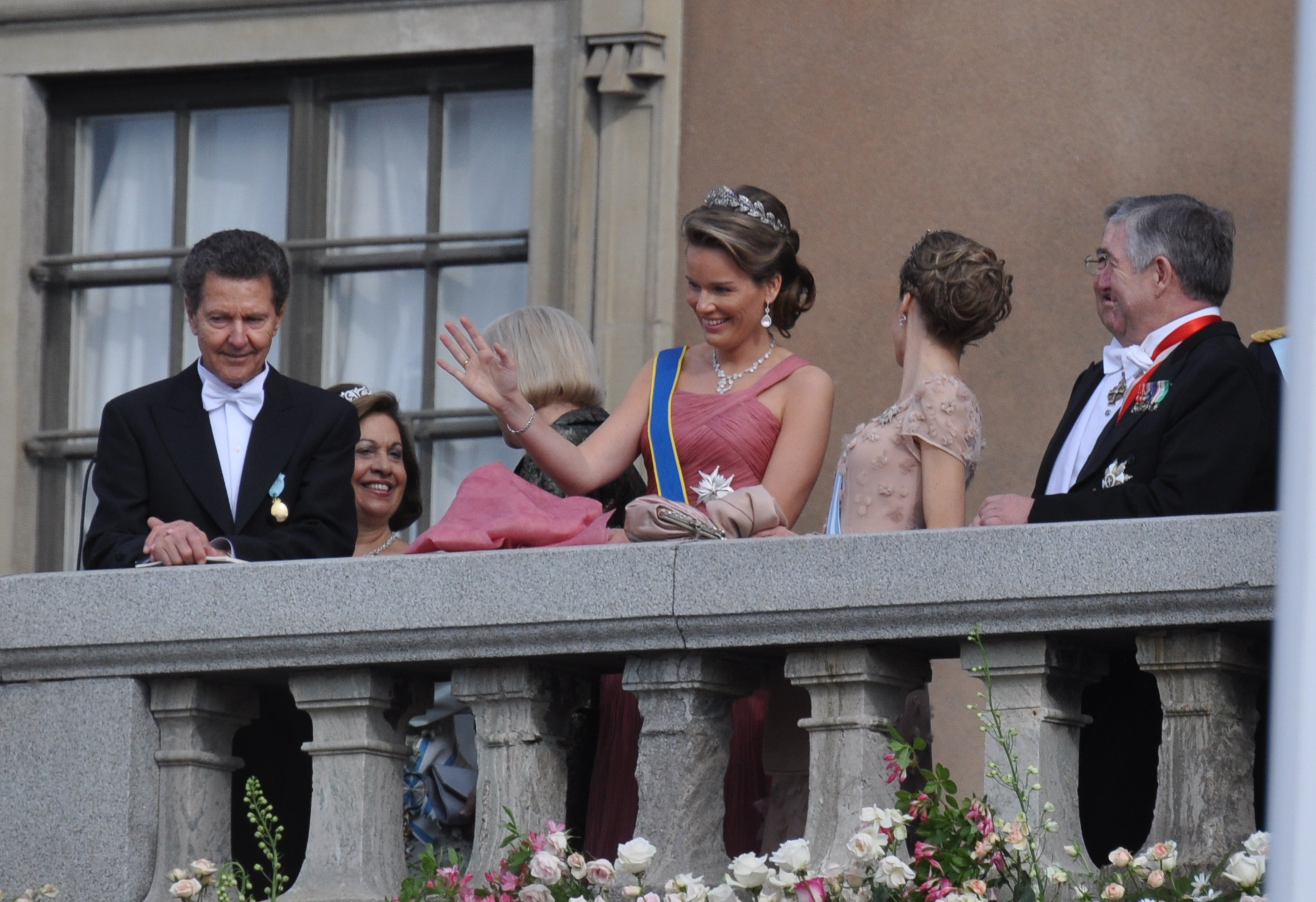
Mathilde Belgická s šerpou Řádu polární hvězdy (2010)

Mathilde Belgická, manželka krále Belgičanů Filipa Belgického, obdržela řadu belgických i zahraničních vyznamenání a titulů.

## Tituly
- 20. března 1973 – 4. prosince 1999: lady Mathilde d'Udekem d'Acoz
- 4. prosince 1999 – 21. července 2013: Její královská Výsost, belgická princezna Mathilde, vévodkyně brabantská, hraběnka d'Udekem d'Acoz
- 21. července 2013 – dosud: Její Veličenstvo, královna Belgičanů

Před svým sňatkem byla Mathilde královským dekretem ze dne 8. listopadu 1999 ustanovena belgickou princeznou. Tento dekret nabyl účinnosti dnem uzavření manželství s korunním princem Filipem. Zároveň s jejím jmenováním princeznou byli do hraběcího stavu povýšeni i její otec a dva strýcové.

## Vyznamenání

Erb Mathilde Belgické jakožto dámy Řádu Isabely Katolické

### Belgická vyznamenání

Královský monogram princezny Mathilde Belgické

- velkostuha Řádu Leopoldova – 19. září 2000

### Zahraniční vyznamenání
- Dánsko
  -  rytíř Řádu slona – 29. března 2017
- Finsko
  -  velkokříž Řádu bílé růže – 30. března 2004
- Francie
  -  velkokříž Řádu čestné legie – 19. listopadu 2018
- Japonsko
  -  Řád drahocenné koruny I. třídy – 11. října 2016
- Jordánsko
  -  velkokříž s brilianty Nejvyššího řádu renesance – 18. května 2016[1]
- Lucembursko
  -  velkokříž Řádu Adolfa Nasavského – 20. března 2007
  -  rytíř Nasavského domácího řádu zlatého lva – 2013
- Německo
  -  velkokříž speciální třídy Záslužného řádu Spolkové republiky Německo – 8. března 2016
- Nizozemsko
  -  velkokříž Řádu dynastie Oranžsko-Nasavské – 20. června 2006
  -  Inaugurační medaile krále Viléma Alexandra – 30. dubna 2013
  -  velkokříž Řádu nizozemského lva – 28. listopadu 2016
- Norsko
  -  velkokříž Řádu svatého Olafa – 20. května 2003[2]
- Polsko
  -  velkokříž Řádu za zásluhy Polské republiky – 18. října 2004 – udělil prezident Aleksander Kwaśniewski[3]
  -  rytíř Řádu bílé orlice – 7. října 2015 – udělil prezident Andrzej Duda[4]
- Portugalsko
  -  velkokříž Řádu Kristova – 8. března 2006[5]
  -  velkokříž s řetězem Řádu prince Jindřicha – 22.  října 2018[5]
- Řecko
  -  velkokříž Řádu cti – 2005
- Španělsko
  -  dáma velkokříže Řádu Isabely Katolické – 12. května 2000 – udělil král Juan Carlos I.[6]
- Švédsko
  -  komtur velkokříže Řádu polární hvězdy – 7. května 2001
  -  Jubilejní pamětní medaile krále Karla XVI. Gustava – 30. dubna 2016
- Vatikán
  -  dáma velkokříže Rytířského řádu Božího hrobu jeruzalémského – 11. června 2010[7][8]

### Související kategorie
- Tituly a vyznamenání Alberta I. Belgického
- Tituly a vyznamenání Alberta II. Belgického
- Tituly a vyznamenání Baudouina I. Belgického
- Tituly a vyznamenání Leopolda I. Belgického
- Tituly a vyznamenání Leopolda II. Belgického
- Tituly a vyznamenání Paoly Belgické